# Deutschland Tour 2008
Deutschland Tour 2008 var den 10. udgave af Deutschland Tour og blev arrangeret mellem  29. august og 6. september 2008. Prologen og første etape foregik i Østrig.
I tillæg til ProTour-holdene kom de professionelle kontinentalhold
Team Volksbank og Skil-Shimano også til start.
Linus Gerdemann vandt sammenlagt foran sin holdkammerat Thomas Lövkvist som vandt pointkonkurrencen og ungdomskonkurrencen.

## Etaper

### Prolog – 29. august 2008:Kitzbühel, 3,6 km (tempo)
|   | Rytter          | Hold               | Tid  |
| - | --------------- | ------------------ | ---- |
| 1 | Brett Lancaster | Team Milram        | 3.59 |
| 2 | Gustav Larsson  | Team CSC Saxo Bank | + 0  |
| 3 | Gerald Ciolek   | Team Columbia      | + 2  |
| 4 | Markus Fothen   | Team Gerolsteiner  | + 3  |
| 5 | Mark Renshaw    | Crédit Agricole    | + 4  |

|   | Rytter          | Hold               | Tid  |
| - | --------------- | ------------------ | ---- |
| 1 | Brett Lancaster | Team Milram        | 3.59 |
| 2 | Gustav Larsson  | Team CSC Saxo Bank | + 0  |
| 3 | Gerald Ciolek   | Team Columbia      | + 2  |
| 4 | Markus Fothen   | Team Gerolsteiner  | + 3  |
| 5 | Mark Renshaw    | Crédit Agricole    | + 4  |

### 1. etape – 30. august 2008:Kitzbühel –Hochfügen, 178 km
|   | Rytter            | Hold             | Tid     |
| - | ----------------- | ---------------- | ------- |
| 1 | Linus Gerdemann   | Team Columbia    | 4:42.54 |
| 2 | Thomas Lövkvist   | Team Columbia    | + 16    |
| 3 | Janez Brajkovič   | Astana           | + 16    |
| 4 | Pietro Caucchioli | Crédit Agricole  | + 50    |
| 5 | José Rujano       | Caisse d'Epargne | + 50    |

|   | Rytter            | Hold            | Tid     |
| - | ----------------- | --------------- | ------- |
| 1 | Linus Gerdemann   | Team Columbia   | 4:46.57 |
| 2 | Thomas Lövkvist   | Team Columbia   | + 17    |
| 3 | Janez Brajkovič   | Astana          | + 20    |
| 4 | Pietro Caucchioli | Crédit Agricole | + 58    |
| 5 | Bauke Mollema     | Rabobank        | + 1.01  |

### 2. etape – 31. august 2008:München–Hesselberg, 182,6 km
|   | Rytter             | Hold                | Tid     |
| - | ------------------ | ------------------- | ------- |
| 1 | David de la Fuente | Scott-American Beef | 3:48.38 |
| 2 | Pietro Caucchioli  | Crédit Agricole     | + 2     |
| 3 | Thomas Lövkvist    | Team Columbia       | + 2     |
| 4 | Janez Brajkovič    | Astana              | + 2     |
| 5 | Linus Gerdemann    | Team Columbia       | + 2     |

|   | Rytter            | Hold            | Tid     |
| - | ----------------- | --------------- | ------- |
| 1 | Linus Gerdemann   | Team Columbia   | 8:35.37 |
| 2 | Thomas Lövkvist   | Team Columbia   | + 17    |
| 3 | Janez Brajkovič   | Astana          | + 20    |
| 4 | Pietro Caucchioli | Crédit Agricole | + 58    |
| 5 | Bauke Mollema     | Rabobank        | + 1.01  |

### 3. etape – 1. september 2008:Herrieden–Wiesloch, 214,9 km
|   | Rytter               | Hold                | Tid     |
| - | -------------------- | ------------------- | ------- |
| 1 | Leonardo Bertagnolli | Liquigas            | 5:20.34 |
| 2 | Rigoberto Urán       | Caisse d'Epargne    | + 0     |
| 3 | Thomas Lövkvist      | Team Columbia       | + 0     |
| 4 | Eros Capecchi        | Scott-American Beef | + 0     |
| 5 | Giovanni Visconti    | Quick Step          | + 0     |

|   | Rytter            | hold            | Tid      |
| - | ----------------- | --------------- | -------- |
| 1 | Linus Gerdemann   | Team Columbia   | 13:56.11 |
| 2 | Thomas Lövkvist   | Team Columbia   | + 17     |
| 3 | Janez Brajkovič   | Astana          | + 20     |
| 4 | Pietro Caucchioli | Crédit Agricole | + 58     |
| 5 | Bauke Mollema     | Rabobank        | + 1.01   |

### 4. etape – 2. september 2008: Wiesloch –Mainz, 174 km
|   | Rytter         | Hold              | Tid     |
| - | -------------- | ----------------- | ------- |
| 1 | André Greipel  | Team Columbia     | 3:59.37 |
| 2 | Robbie McEwen  | Silence-Lotto     | + 0     |
| 3 | Robert Förster | Team Gerolsteiner | + 0     |
| 4 | Mark Renshaw   | Crédit Agricole   | + 0     |
| 5 | Graeme Brown   | Rabobank          | + 0     |

|   | Rytter            | Hold            | Tid       |
| - | ----------------- | --------------- | --------- |
| 1 | Linus Gerdemann   | Team Columbia   | 17t:55.48 |
| 2 | Thomas Lövkvist   | Team Columbia   | + 17      |
| 3 | Janez Brajkovič   | Astana          | + 20      |
| 4 | Pietro Caucchioli | Crédit Agricole | + 58      |
| 5 | Bauke Mollema     | Rabobank        | + 1.01    |

### 5. etape – 3. september 2008: Mainz –Winterberg, 218,4 km
|   | Rytter               | Hold                | Tid     |
| - | -------------------- | ------------------- | ------- |
| 1 | Gerald Ciolek        | Team Columbia       | 5:39.35 |
| 2 | Rubens Bertogliati   | Scott-American Beef | + 0     |
| 3 | Leonardo Bertagnolli | Liquigas            | + 0     |
| 4 | Thomas Lövkvist      | Team Columbia       | + 0     |
| 5 | Johannes Fröhlinger  | Team Gerolsteiner   | + 0     |

|   | Rytter            | Hold             | Tid      |
| - | ----------------- | ---------------- | -------- |
| 1 | Linus Gerdemann   | Team Columbia    | 23:35.23 |
| 2 | Thomas Lövkvist   | Team Columbia    | + 17     |
| 3 | Janez Brajkovič   | Astana           | + 20     |
| 4 | Pietro Caucchioli | Crédit Agricole  | + 58     |
| 5 | José Rujano       | Caisse d'Epargne | + 1.13   |

### 6. etape – 4. september 2008:Bad Fredeburg–Neuss, 188,8 km
|   | Rytter           | Hold               | Tid     |
| - | ---------------- | ------------------ | ------- |
| 1 | Jussi Veikkanen  | Française des Jeux | 4:17.22 |
| 2 | Maksim Iglinskij | Astana             | + 0     |
| 3 | Thierry Hupond   | Skil-Shimano       | + 0     |
| 4 | Pablo Lastras    | Caisse d'Epargne   | + 0     |
| 5 | Rémi Pauriol     | Crédit Agricole    | + 0     |

|   | Rytter            | Hold            | Tid      |
| - | ----------------- | --------------- | -------- |
| 1 | Linus Gerdemann   | Team Columbia   | 27:54.45 |
| 2 | Thomas Lövkvist   | Team Columbia   | + 17     |
| 3 | Janez Brajkovič   | Astana          | + 20     |
| 4 | Pietro Caucchioli | Crédit Agricole | + 58     |
| 5 | Bauke Mollema     | Rabobank        | + 1.16   |

### 7. etape – 5. september 2008: Neuss –Georgsmarienhütte, 214,3 km
|   | Rytter              | Hold              | Tid     |
| - | ------------------- | ----------------- | ------- |
| 1 | Stéphane Augé       | Cofidis           | 4:45.33 |
| 2 | Thierry Hupond      | Skil-Shimano      | + 0     |
| 3 | Mauro Da Dalto      | Liquigas          | + 0     |
| 4 | Johannes Fröhlinger | Team Gerolsteiner | + 0     |
| 5 | Christian Knees     | Team Milram       | + 0     |

|   | Rytter            | Hold            | Tid      |
| - | ----------------- | --------------- | -------- |
| 1 | Linus Gerdemann   | Team Columbia   | 32:44.12 |
| 2 | Thomas Lövkvist   | Team Columbia   | + 17     |
| 3 | Janez Brajkovič   | Astana          | + 20     |
| 4 | Pietro Caucchioli | Crédit Agricole | + 58     |
| 5 | Bauke Mollema     | Rabobank        | + 1.16   |

### 8. etape – 6. september 2008:Bremen, 34 km (tempo)
|   | Rytter           | Hold               | Tid    |
| - | ---------------- | ------------------ | ------ |
| 1 | Tony Martin      | Team Columbia      | 39.50  |
| 2 | Bert Grabsch     | Team Columbia      | + 34   |
| 3 | Gustav Larsson   | Team CSC Saxo Bank | + 48   |
| 4 | Linus Gerdemann  | Team Columbia      | + 1.17 |
| 5 | Vladimir Karpets | Caisse d'Epargne   | + 1.43 |

|   | Rytter            | Hold            | Tid      |
| - | ----------------- | --------------- | -------- |
| 1 | Linus Gerdemann   | Team Columbia   | 33:25.18 |
| 2 | Thomas Lövkvist   | Team Columbia   | + 52     |
| 3 | Janez Brajkovič   | Astana          | + 1.34   |
| 4 | Daniel Navarro    | Astana          | + 3.06   |
| 5 | Pietro Caucchioli | Crédit Agricole | + 3.27   |

## Trøjernes fordeling gennem løbet
| Etape  | Sammenlagt      | Pointkonkurrencen | Bjergkonkurrencen | Ungdomskonkurrencen | Holdkonkurrencen    |
| Prolog | Brett Lancaster | Brett Lancaster   | ikke uddelt       | Gerald Ciolek       | Team Milram         |
| 1.     | Linus Gerdemann | Linus Gerdemann   | Daniel Musiol     | Thomas Lövkvist     | Astana              |
| 2.     | Linus Gerdemann | Linus Gerdemann   | Daniel Musiol     | Thomas Lövkvist     | Astana              |
| 3.     | Linus Gerdemann | Thomas Lövkvist   | Daniel Musiol     | Thomas Lövkvist     | Caisse d'Epargne    |
| 4.     | Linus Gerdemann | Thomas Lövkvist   | Daniel Musiol     | Thomas Lövkvist     | Caisse d'Epargne    |
| 5.     | Linus Gerdemann | Thomas Lövkvist   | Daniel Musiol     | Thomas Lövkvist     | Caisse d'Epargne    |
| 6.     | Linus Gerdemann | Thomas Lövkvist   | Daniel Musiol     | Thomas Lövkvist     | Astana              |
| 7.     | Linus Gerdemann | Thomas Lövkvist   | Daniel Musiol     | Thomas Lövkvist     | Liquigas            |
| 8.     | Linus Gerdemann | Thomas Lövkvist   | Daniel Musiol     | Thomas Lövkvist     | Scott-American Beef |

## Sammenlagt
|    | Rytter            | Hold                | Tid      |
| -- | ----------------- | ------------------- | -------- |
| 1  | Linus Gerdemann   | Team Columbia       | 33:25.18 |
| 2  | Thomas Lövkvist   | Team Columbia       | + 52     |
| 3  | Janez Brajkovič   | Astana              | + 1.34   |
| 4  | Daniel Navarro    | Astana              | + 3.06   |
| 5  | Pietro Caucchioli | Crédit Agricole     | + 3.27   |
| 6  | José Rujano       | Caisse d'Epargne    | + 3.35   |
| 7  | Bauke Mollema     | Rabobank            | + 3.56   |
| 8  | Andrea Noè        | Liquigas            | + 4.10   |
| 9  | Eros Capecchi     | Scott-American Beef | + 4.44   |
| 10 | Jussi Veikkanen   | Francaise des Jeux  | + 4.53   |

### Pointkonkurrencen
| Plass | Rytter          | Hold               | Poeng |
| ----- | --------------- | ------------------ | ----- |
| 1     | Thomas Lövkvist | Team Columbia      | 80    |
| 2     | Linus Gerdemann | Team Columbia      | 73    |
| 3     | Jussi Veikkanen | Francaise des Jeux | 52    |

### Bjergkonkurrencen
|   | Rytter          | Hold           | Point |
| - | --------------- | -------------- | ----- |
| 1 | Daniel Musiol   | Team Volksbank | 18    |
| 2 | Thomas Lövkvist | Team Columbia  | 14    |
| 3 | Linus Gerdemann | Team Columbia  | 13    |

### Ungdomskonkurrencen
|   | Rytter          | Hold          | Tid      |
| - | --------------- | ------------- | -------- |
| 1 | Thomas Lövkvist | Team Columbia | 33:26.10 |
| 2 | Janez Brajkovič | Astana        | + 42     |
| 3 | Daniel Navarro  | Astana        | + 2.14   |

### Holdkonkurrencen
|   | Hold                | Nation     | Tid       |
| - | ------------------- | ---------- | --------- |
| 1 | Scott-American Beef | Spanien    | 100:22.54 |
| 2 | Astana Team         | Luxembourg | + 43      |
| 3 | Caisse d'Epargne    | Spanien    | + 1.13    |